# Ceibas
Ceibas är en ort i Argentina.   Den ligger i provinsen Entre Ríos, i den centrala delen av landet, 140 km norr om huvudstaden Buenos Aires. Ceibas ligger 7 meter över havet och antalet invånare är 1 405.
Terrängen runt Ceibas är mycket platt. Runt Ceibas är det glesbefolkat, med 15 invånare per kvadratkilometer..
Trakten runt Ceibas består till största delen av jordbruksmark.